# Sogn (Norwegen)
Sogn oder Sokn (Bokmål et sogn, Plural sogn; Nynorsk ei(t) sokn, Plural sokn/sokner) heißt in der norwegischen Kirche die Kirchengemeinde beziehungsweise das Kirchspiel.
Es handelt sich um die unterste kirchliche Organisationseinheit. Zu ihr können mehrere Kirchengebäude gehören. Ein oder mehrere Sogn bildeten bis 2004 ein Prestegjeld (Pfarrbezirk) als nächsthöhere Einheit, heute eine Propstei (prosti).
Jedes Sogn wählt einen Gemeinderat (Bokmål menighetsråd, Nynorsk sokneråd).
Wenn innerhalb einer norwegischen Kommune mehrere Sogn liegen, übernimmt ein Gemeinschaftsrat (norwegisch fellesrådet) gemeinsame Verwaltungsaufgaben. Er setzt sich aus Repräsentanten der Gemeinderäte zusammen. Befindet sich nur ein Sogn in einer Kommune, entspricht der menighetsråd dem fellesråd.
Im Jahr 2010 gab es in Norwegen 1.275 Sogn.